# Dubrava (żupania splicko-dalmatyńska)
Dubrava – wieś w Chorwacji, w żupanii splicko-dalmatyńskiej, w mieście Omiš. W 2011 roku liczyła 300 mieszkańców.